# Christine Nkulikiyinka

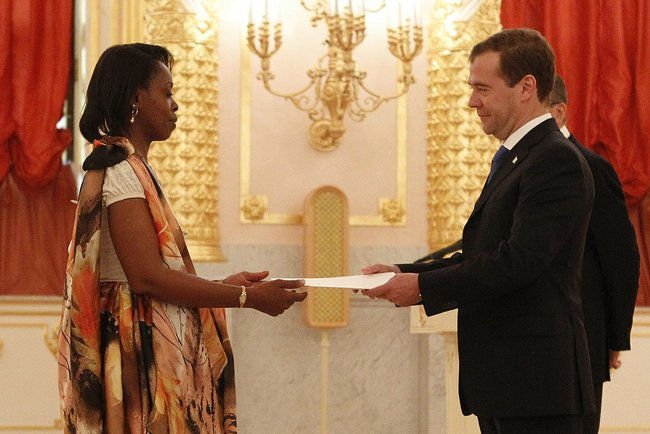
Christine Nkulikiyinka übergibt ihr Beglaubigungsschreiben an den russischen Ministerpräsidenten Dmitri Medwedew am 14. Juli 2011

Christine Nkulikiyinka (* 1. Februar 1965 in Kigali, Ruanda) ist eine ruandische Diplomatin und Politikerin. Sie war Botschafterin Ruandas in verschiedenen europäischen Ländern. Seit 2024 ist sie Minister of Public Service and Labour im Kabinett Edouard Ngirente.

## Leben
Christine Nkulikiyinka wuchs in der ruandischen Hauptstadt Kigali auf und besuchte dort das Gymnasium. Ab 1985 studierte sie in Deutschland zunächst Deutsch als Fremdsprache in Mainz, dann Betriebswirtschaft an der Fachhochschule in Ludwigshafen. Nach ihrem Studium arbeitete sie von 1991 bis 2005 an der ruandischen Botschaft in Berlin, zunächst als Verwaltungsbeamtin, dann als Erste Sekretärin und Zweite Botschaftsrätin. Danach kehrte sie für einige Jahre nach Ruanda zurück und war im Außenministerium in Kigali tätig.
Von 2009 bis 2015 war Christine Nkulikiyinka Botschafterin ihres Heimatlandes Ruanda in Deutschland. Als Botschafterin in Berlin war sie gleichzeitig für die Länder Polen, Rumänien, Liechtenstein, Tschechien, die Slowakei und die Ukraine zuständig. Am 14. Juli 2011 überreichte sie dem damaligen russischen Ministerpräsidenten Dmitri Medwedew ihr Beglaubigungsschreiben und war ab diesem Zeitpunkt auch ruandische Botschafterin für Russland, bis die dortige Botschaft in Moskau im August 2013 wieder eröffnet wurde und Jeanne d’Arc Mujawamariya den dortigen Posten übernahm.
In der August-Ausgabe 2014 des Diplomatischen Magazins erschien ein ausführliches Interview mit Nkulikiyinka, und am 1. November 2014 strahlte der Bildungssender ARD-alpha ein 44-minütiges Interview in der Reihe alpha-Forum mit ihr aus. Seit September 2015 ist Nkulikiyinka ruandische Botschafterin in Schweden und gleichzeitig für Norwegen, Dänemark, Finnland und Island akkreditiert. Ihr Nachfolger an der ruandischen Botschaft in Berlin wurde Igor César.
2024 wurde Christine Nkulikiyinka zur Ministerin für Public Service and Labour unter Premierminister Edouard Ngirente ernannt.

## Privates
Christine Nkulikiyinka ist verheiratet und Mutter von zwei Kindern.